# Mary J. Blige
Mary Jane Blige (født 11. januar 1971) er en amerikansk sangerinde, der bevæger sig i genrene R&B, soul og hiphop.
Hun er, udover at være sanger, også rapper, sangskriver, musikproducer og skuespiller.
Mary J. Blige blev født i Bronx i 1971. Hun boede i et hårdt kvarter, hvis påvirkning af sjælen senere er blevet forklaret i hendes numre. Som teenager droppede hun ud af skolen for i stedet at hænge ud med sine venner. Under en af hendes ose-ture til storcentret indspillede hun et demobånd på en karaoke-maskine, der senere blev brugt til at skaffe hende en kontrakt med Uptown Records.
Det resulterede i 1992 i den Puff Daddy-producerede 'What's The 411', der på fornemmeste vis kombinerede Mary J.'s lækre vokal med stilbevidst r-n-b og rap. Hendes navn blev hurtigt et af de hotteste i branchen, hvilket blev voldsomt styrket af en formidabel gæsteoptræden på Method Mans 'All I Need'.
'My Life' fra 1995 havde igen Puff Daddy bag knapperne. Dette samarbejde var gået i stykker to år senere, da hun udsendte 'Share My World'; et album der i samarbejde med Jimmy Jam og Terry Lewis røg til tops på den amerikanske albumhitliste.
Efter at have fulgt op på succesen med 'Mary' i 1999 udsendte Mary J. Blige i 2001 'No More Drama'. Her havde hun allieret sig med tidens hotteste producere som Dr. Dre, The Neptunes og Missy Elliott, hvilket på godt og ondt kunne høres på et album, der efter hendes standarder var lige lovlig plagierende.
I 2003 genoptog Mary J. samarbejdet med P.Diddy på albummet 'Love and Life'. Resultatet var dog ikke imponerende, hvilket den svage single 'Love at First Sight' med al tydelighed demonstrerede.
Med 'The Breakthrough' trådte Mary J. Blige for alvor ind på scenen igen. På dette sprøde album havde hun bl.a. lagt produktionerne i hænderne på 9th Wonder, Will I. Am, Rodney 'Darkchild' Jerkins og de gamle makkere Jimmy Jam & Terry Lewis
Blige er talsmand for MAC AIDS fonden. Hun har lavet to reklamer. Den første med Lil' Kim i 2000, den anden med Elton John og Shirley Manson i 2002.

## Album
- 1992: What's the 411?
- 1994: My Life
- 1997: Share My World
- 1999: Mary
- 2001: No More Drama
- 2003: Love and Life
- 2005: The Breakthrough

## Filmografi
- Mudbound (2017)
- The Umbrella Academy (2019)